# 哈達普區
哈達普區（英語：Hardap Region）是納米比亞的一個區，位於該國南部，東鄰南非共和國，西面大西洋。面積約109,888平方公里，2001年人口67,998人。首府馬林塔爾。下分6分區。